# Рапікум
Рапікум — стародавнє місто в Месопотамії, у середній течії Євфрату між Хітом і Сіппаром, що стало причиною численних конфліктів між Вавилоном, Ешнунною та царством Верхньої Месопотамії Шамші-Адада I.

## Історія
За часів правління III династії Ура Рапікум був резиденцією військового губернатора. Після цього він став автономним містом-державою. У перші десятиріччя XVIII століття до н. е. за контроль над містом сперечались вавилонський цар Хамурапі та ассирійський правитель Шамші-Адад I, а також ешнуннські царі Дадуша й Ібаль-пі-Ель II. Також Рапікум брав участь у військовому союзі, що зазнав поразки від армії царя Ларси Рім-Сіна. Імовірно, Рапікум, який займав стратегічно важливе положення у прикордонній області між Вавилонією й Ассирією, значно постраждав від суперництва між тими царствами, зазнаючи нападів як з боку Хамурапі, так і з боку Ібаль-пі-Еля. Хамурапі стверджував, що Рапікум був переданий йому Шамші-Ададом, який відбив його у ешнуннітів. Влада Хамурапі над містом була підтверджена 1770 року до н. е., коли Ібаль-пі-Ель вивів свої війська з регіону Джебель-Сінджар.
За доби пізньої бронзової доби ассирійський цар Адад-нірарі I згадував Рапікум серед своїх значних завоювань. У другій половині XIII століття до н. е. Рапікум був одним з 38 районів і міст, захоплених ассирійським царем Тукульті-Нінуртою I. Утім близько 1193 року до н. е. вавилонський цар Адад-шум-уцур звільнив Вавилонію від Ассирії, а Рапікум, імовірно, знову став частиною вавилонського царства. Відомо, що у похід на Рапікум ходив еламський цар Шилхак-Іншушинак.
До XI століття до н. е. у Рапікумі з'явилось значне арамейське поселення. Місто згадується у зв'язку з походами ассирійських царів Тіглатпаласара I й Ашшур-бел-кали проти арамейців. Відомо також про захоплення міста Ашшур-нацир-апалом II. Пізніше Рапікум згадується у списку 35 арамейський племен, підкорених ассирійським царем Тіглатпаласаром III. Імовірно, та подія належить до 745 року до н. е., хоч асоціація міста з племенем може бути помилковою. За півстоліття Рапікум згадувався серед союзників Еламу, переможених Сінаххерібом у битві при Халулі, хоча відсутні будь-які прямі докази участі Рапікума у військових діях у новоассирійському періоді.